# Amici di Maria De Filippi (terza edizione, fase serale)
La terza edizione del talent show musicale Amici di Maria De Filippi è andata in onda nella sua fase serale dal 14 marzo al 23 maggio 2004 ogni domenica in prima serata su Canale 5 per undici puntate con la conduzione di Maria De Filippi.
| Vincitori            | Vincitori       |
| Amici 3              | Leon Cino       |
| -------------------- | --------------- |
| Premio della Critica | Gian De Martini |

## Regolamento
Il regolamento di questa edizione prevede oltre alla consueta sfida "uno contro uno", dove gli sfidanti vengono scelti dalla commissione, una sfidina tra i concorrenti ultimi in classifica. Ad ogni puntata vengono eliminati almeno 2 concorrenti.

La classifica di gradimento rende insfidabile il primo in classifica.

Per la prima volta gli sfidanti, durante la settimana di preparazione, vengono isolati in "casette" separate dove vengono seguiti dalle telecamere.

Durante la sfida, gli sfidanti hanno la possibilità di scegliere i pezzi su cui sfidarsi.

La puntata serale finale si svolge tra 4 sfidanti secondo il consueto meccanismo per cui l'ultimo in classifica ha diritto a scegliere il proprio sfidante, il vincitore sceglie il successivo sfidante fino alla sfida finale per la vittoria.

## Concorrenti
I ragazzi ammessi alla fase finale sono 26: 3 vengono eliminati dalla prima sfidina tra gli ultimi in classifica nella prima puntata del serale per un totale di 23 concorrenti.
| BALLERINI | BALLERINI             |    | ATTORI                 | ATTORI |                            | CANTANTI  | CANTANTI |
| --------- | --------------------- | -- | ---------------------- | ------ | -------------------------- | --------- | -------- |
| Posizione | Nome                  |    | Posizione              | Nome   |                            | Posizione | Nome     |
| 1         | Leon Cino             | 3  | Samantha Fantauzzi     | 4      | Gianluca "Gian" De Martini |           |          |
| 2         | Sabrina Ghio          | 7  | Anna Dalton Piccirillo | 6      | Francesco Capodacqua       |           |          |
| 5         | Olti Shaqiri          | 25 | Rocco Pietrantonio     | 10     | Alessia Orlandi            |           |          |
| 8         | Sabatino D'Eustacchio |    |                        | 12     | Salvatore "Salvo" Vinci    |           |          |
| 9         | Francesca Dario       | 13 | Valerio Di Rocco       |        |                            |           |          |
| 11        | Federica Gargano      | 14 | Irene Guglielmi        |        |                            |           |          |
| 16        | Simone Benedetti      | 15 | Gianluca Merolli       |        |                            |           |          |
| 17        | Giorgia "Gio" Minella | 19 | Sarah Jane Olog        |        |                            |           |          |
| 18        | Antonio Guida         | 21 | Giorgia Galassi        |        |                            |           |          |
| 20        | Sara Pamploni         | 22 | Ornella Pellegrino     |        |                            |           |          |
| 23        | Rosaria Loconte       | 24 | Laura Piunti           |        |                            |           |          |
| 26        | Catello Miotto        |    |                        |        |                            |           |          |

## Commissione

### Commissione interna

#### Canto
- Peppe Vessicchio
- Luca Pitteri
- Grazia Di Michele

#### Ballo
- Garrison
- Maura Paparo
- Steve La Chance
- Alessandra Celentano

#### Recitazione
- Fioretta Mari
- Patrick Rossi Gastaldi
- Rino Cassano

#### Altri
- Chicco Sfondrini - responsabile di produzione
- Bruno Voglino - preside
- Aldo Busi[1] - conduttore di "Amici libri"

## Tabellone delle eliminazioni
Nel tabellone sono indicati la classifica di accesso al serale, gli esiti delle sfide e le votazioni per gli sfidanti.
Legenda:

     Accede al serale

     Eliminato/a

     Finalista

     Vince la sfida

 Immune

 In sfida

 In sfidina

 Candidato della sfida/sfidina, non in sfida. 
|            |            | 14/03      | 14/03                  | 14/03                  | 14/03                  | 21/03                  | 21/03                  | 28/03                  | 28/03                  | 28/03                  | 04/04                  | 04/04                  | 11/04                  | 18/04                  | 18/04                  | 25/04                  | 25/04                  | 02/05                  | 02/05                  | 09/05                  | 09/05                  | 16/05                  | 16/05                  | 23/05                  | 23/05                  | 23/05                  | 23/05                  | Disciplina  |
| 1ª PUNTATA | 1ª PUNTATA | 1ª PUNTATA | 1ª PUNTATA             | 2ª PUNTATA             | 2ª PUNTATA             | 3ª PUNTATA             | 3ª PUNTATA             | 3ª PUNTATA             | 4ª PUNTATA             | 4ª PUNTATA             | 5ª PUNTATA             | 6ª PUNTATA             | 6ª PUNTATA             | 7ª PUNTATA             | 7ª PUNTATA             | 8ª PUNTATA             | 8ª PUNTATA             | 9ª PUNTATA             | 9ª PUNTATA             | SEMIFINALE             | SEMIFINALE             | FINALE                 | FINALE                 | FINALE                 | FINALE                 |                        |                        | Disciplina  |
| Sfida      | Sfida      | 1          | 2                      | 3                      | 4                      | 1                      | 2                      | 1                      | 2                      | 3                      | 1                      | 2                      | 1                      | 1                      | 2                      | 1                      | 2                      | 1                      | 2                      | 1                      | 2                      | FINALE                 | FINALE                 | FINALE                 | FINALE                 | 1                      | 2                      | Disciplina  |
| ---------- | ---------- | ---------- | ---------------------- | ---------------------- | ---------------------- | ---------------------- | ---------------------- | ---------------------- | ---------------------- | ---------------------- | ---------------------- | ---------------------- | ---------------------- | ---------------------- | ---------------------- | ---------------------- | ---------------------- | ---------------------- | ---------------------- | ---------------------- | ---------------------- | ---------------------- | ---------------------- | ---------------------- | ---------------------- | ---------------------- | ---------------------- | ----------- |
| 1          | Leon       | N.D.       | N.D.                   | N.D.                   | N.D.                   | N.D.                   | N.D.                   | N.D.                   | N.D.                   | N.D.                   | N.D.                   | N.D.                   |                        |                        |                        | N.D.                   | N.D.                   | N.D.                   | N.D.                   |                        | N.D.                   |                        |                        | N.D.                   |                        |                        | VINCITORE              | ballo       |
| 2          | Sabrina    | N.D.       | N.D.                   | N.D.                   | N.D.                   |                        | N.D.                   |                        |                        |                        | N.D.                   | N.D.                   | N.D.                   |                        | N.D.                   | N.D.                   | N.D.                   | N.D.                   | N.D.                   |                        | N.D.                   |                        |                        | N.D.                   | N.D.                   |                        | SECONDA                | ballo       |
| 3          | Samantha   | N.D.       | N.D.                   | N.D.                   | N.D.                   | N.D.                   | N.D.                   | N.D.                   | N.D.                   | N.D.                   | N.D.                   | N.D.                   | N.D.                   | N.D.                   | N.D.                   |                        |                        |                        | N.D.                   |                        |                        |                        |                        |                        |                        | TERZA                  | TERZA                  | recitazione |
| 4          | Gian       | N.D.       | N.D.                   | N.D.                   |                        | N.D.                   | N.D.                   |                        | N.D.                   | N.D.                   | N.D.                   | N.D.                   | N.D.                   | N.D.                   | N.D.                   |                        | N.D.                   | N.D.                   | N.D.                   |                        |                        | N.D.                   |                        |                        | QUARTO                 | QUARTO                 | QUARTO                 | canto       |
| 5          | Olti       | N.D.       | N.D.                   | N.D.                   | N.D.                   | N.D.                   | N.D.                   | N.D.                   | N.D.                   | N.D.                   | N.D.                   | N.D.                   | N.D.                   | N.D.                   | N.D.                   |                        | N.D.                   | N.D.                   | N.D.                   |                        | N.D.                   |                        |                        | ELIMINATO (Semifinale) | ELIMINATO (Semifinale) | ELIMINATO (Semifinale) | ELIMINATO (Semifinale) | ballo       |
| 6          | Francesco  | N.D.       | N.D.                   | N.D.                   | N.D.                   | N.D.                   | N.D.                   | N.D.                   | N.D.                   | N.D.                   | N.D.                   |                        | N.D.                   | N.D.                   | N.D.                   |                        | N.D.                   |                        |                        | N.D.                   | N.D.                   |                        | ELIMINATO (Semifinale) | ELIMINATO (Semifinale) | ELIMINATO (Semifinale) | ELIMINATO (Semifinale) | ELIMINATO (Semifinale) | canto       |
| 7          | Anna       | N.D.       | N.D.                   | N.D.                   | N.D.                   | N.D.                   | N.D.                   | N.D.                   | N.D.                   | N.D.                   | N.D.                   | N.D.                   |                        | N.D.                   |                        | N.D.                   | N.D.                   |                        | N.D.                   | N.D.                   |                        | ELIMINATA (9ª Puntata) | ELIMINATA (9ª Puntata) | ELIMINATA (9ª Puntata) | ELIMINATA (9ª Puntata) | ELIMINATA (9ª Puntata) | ELIMINATA (9ª Puntata) | recitazione |
| 8          | Sabatino   | N.D.       | N.D.                   | N.D.                   | N.D.                   | N.D.                   | N.D.                   | N.D.                   | N.D.                   | N.D.                   | N.D.                   | N.D.                   |                        | N.D.                   | N.D.                   | N.D.                   | N.D.                   |                        |                        |                        | ELIMINATO (9ª Puntata) | ELIMINATO (9ª Puntata) | ELIMINATO (9ª Puntata) | ELIMINATO (9ª Puntata) | ELIMINATO (9ª Puntata) | ELIMINATO (9ª Puntata) | ELIMINATO (9ª Puntata) | ballo       |
| 9          | Francesca  | N.D.       | N.D.                   | N.D.                   | N.D.                   | N.D.                   | N.D.                   | N.D.                   | N.D.                   | N.D.                   | N.D.                   | N.D.                   | N.D.                   |                        | N.D.                   | N.D.                   |                        | N.D.                   |                        | ELIMINATA (8ª Puntata) | ELIMINATA (8ª Puntata) | ELIMINATA (8ª Puntata) | ELIMINATA (8ª Puntata) | ELIMINATA (8ª Puntata) | ELIMINATA (8ª Puntata) | ELIMINATA (8ª Puntata) | ELIMINATA (8ª Puntata) | ballo       |
| 10         | Alessia    | N.D.       | N.D.                   | N.D.                   | N.D.                   | N.D.                   | N.D.                   | N.D.                   | N.D.                   | N.D.                   | N.D.                   | N.D.                   | N.D.                   |                        | N.D.                   | N.D.                   | N.D.                   |                        | ELIMINATA (8ª Puntata) | ELIMINATA (8ª Puntata) | ELIMINATA (8ª Puntata) | ELIMINATA (8ª Puntata) | ELIMINATA (8ª Puntata) | ELIMINATA (8ª Puntata) | ELIMINATA (8ª Puntata) | ELIMINATA (8ª Puntata) | ELIMINATA (8ª Puntata) | canto       |
| 11         | Federica   | N.D.       | N.D.                   | N.D.                   | N.D.                   | N.D.                   | N.D.                   | N.D.                   | N.D.                   | N.D.                   | N.D.                   | N.D.                   | N.D.                   |                        | N.D.                   | N.D.                   |                        | ELIMINATA (7ª Puntata) | ELIMINATA (7ª Puntata) | ELIMINATA (7ª Puntata) | ELIMINATA (7ª Puntata) | ELIMINATA (7ª Puntata) | ELIMINATA (7ª Puntata) | ELIMINATA (7ª Puntata) | ELIMINATA (7ª Puntata) | ELIMINATA (7ª Puntata) | ELIMINATA (7ª Puntata) | ballo       |
| 12         | Salvo      | N.D.       | N.D.                   | N.D.                   | N.D.                   | N.D.                   | N.D.                   | N.D.                   | N.D.                   | N.D.                   | N.D.                   | N.D.                   | N.D.                   | N.D.                   | N.D.                   |                        | ELIMINATO (7ª Puntata) | ELIMINATO (7ª Puntata) | ELIMINATO (7ª Puntata) | ELIMINATO (7ª Puntata) | ELIMINATO (7ª Puntata) | ELIMINATO (7ª Puntata) | ELIMINATO (7ª Puntata) | ELIMINATO (7ª Puntata) | ELIMINATO (7ª Puntata) | ELIMINATO (7ª Puntata) | ELIMINATO (7ª Puntata) | canto       |
| 13         | Valerio    |            | N.D.                   | N.D.                   | N.D.                   |                        |                        | N.D.                   | N.D.                   |                        | N.D.                   | N.D.                   | N.D.                   | N.D.                   |                        | ELIMINATO (6ª Puntata) | ELIMINATO (6ª Puntata) | ELIMINATO (6ª Puntata) | ELIMINATO (6ª Puntata) | ELIMINATO (6ª Puntata) | ELIMINATO (6ª Puntata) | ELIMINATO (6ª Puntata) | ELIMINATO (6ª Puntata) | ELIMINATO (6ª Puntata) | ELIMINATO (6ª Puntata) | ELIMINATO (6ª Puntata) | ELIMINATO (6ª Puntata) | canto       |
| 14         | Irene      | N.D.       | N.D.                   | N.D.                   | N.D.                   | N.D.                   | N.D.                   | N.D.                   | N.D.                   | N.D.                   | N.D.                   | N.D.                   | N.D.                   |                        | ELIMINATA (6ª Puntata) | ELIMINATA (6ª Puntata) | ELIMINATA (6ª Puntata) | ELIMINATA (6ª Puntata) | ELIMINATA (6ª Puntata) | ELIMINATA (6ª Puntata) | ELIMINATA (6ª Puntata) | ELIMINATA (6ª Puntata) | ELIMINATA (6ª Puntata) | ELIMINATA (6ª Puntata) | ELIMINATA (6ª Puntata) | ELIMINATA (6ª Puntata) | ELIMINATA (6ª Puntata) | canto       |
| 15         | Gianluca   | N.D.       | N.D.                   | N.D.                   | N.D.                   | N.D.                   | N.D.                   | N.D.                   | N.D.                   | N.D.                   |                        | N.D.                   |                        | RITIRATO               | RITIRATO               | RITIRATO               | RITIRATO               | RITIRATO               | RITIRATO               | RITIRATO               | RITIRATO               | RITIRATO               | RITIRATO               | RITIRATO               | RITIRATO               | RITIRATO               | RITIRATO               | canto       |
| 16         | Simone     |            |                        |                        |                        | N.D.                   | N.D.                   | N.D.                   |                        | N.D.                   |                        |                        |                        | ELIMINATO (5ª Puntata) | ELIMINATO (5ª Puntata) | ELIMINATO (5ª Puntata) | ELIMINATO (5ª Puntata) | ELIMINATO (5ª Puntata) | ELIMINATO (5ª Puntata) | ELIMINATO (5ª Puntata) | ELIMINATO (5ª Puntata) | ELIMINATO (5ª Puntata) | ELIMINATO (5ª Puntata) | ELIMINATO (5ª Puntata) | ELIMINATO (5ª Puntata) | ELIMINATO (5ª Puntata) | ELIMINATO (5ª Puntata) | ballo       |
| 17         | Gio        | N.D.       | N.D.                   | N.D.                   | N.D.                   | N.D.                   | N.D.                   | N.D.                   | N.D.                   | N.D.                   | N.D.                   |                        | ELIMINATA (4ª Puntata) | ELIMINATA (4ª Puntata) | ELIMINATA (4ª Puntata) | ELIMINATA (4ª Puntata) | ELIMINATA (4ª Puntata) | ELIMINATA (4ª Puntata) | ELIMINATA (4ª Puntata) | ELIMINATA (4ª Puntata) | ELIMINATA (4ª Puntata) | ELIMINATA (4ª Puntata) | ELIMINATA (4ª Puntata) | ELIMINATA (4ª Puntata) | ELIMINATA (4ª Puntata) | ELIMINATA (4ª Puntata) | ELIMINATA (4ª Puntata) | ballo       |
| 18         | Antonio    | N.D.       | N.D.                   | N.D.                   | N.D.                   | N.D.                   | N.D.                   | N.D.                   | N.D.                   | N.D.                   |                        | ELIMINATO (4ª Puntata) | ELIMINATO (4ª Puntata) | ELIMINATO (4ª Puntata) | ELIMINATO (4ª Puntata) | ELIMINATO (4ª Puntata) | ELIMINATO (4ª Puntata) | ELIMINATO (4ª Puntata) | ELIMINATO (4ª Puntata) | ELIMINATO (4ª Puntata) | ELIMINATO (4ª Puntata) | ELIMINATO (4ª Puntata) | ELIMINATO (4ª Puntata) | ELIMINATO (4ª Puntata) | ELIMINATO (4ª Puntata) | ELIMINATO (4ª Puntata) | ELIMINATO (4ª Puntata) | ballo       |
| 19         | Sarah Jane | N.D.       | N.D.                   | N.D.                   | N.D.                   | N.D.                   |                        | N.D.                   | N.D.                   |                        | ELIMINATA (3ª Puntata) | ELIMINATA (3ª Puntata) | ELIMINATA (3ª Puntata) | ELIMINATA (3ª Puntata) | ELIMINATA (3ª Puntata) | ELIMINATA (3ª Puntata) | ELIMINATA (3ª Puntata) | ELIMINATA (3ª Puntata) | ELIMINATA (3ª Puntata) | ELIMINATA (3ª Puntata) | ELIMINATA (3ª Puntata) | ELIMINATA (3ª Puntata) | ELIMINATA (3ª Puntata) | ELIMINATA (3ª Puntata) | ELIMINATA (3ª Puntata) | ELIMINATA (3ª Puntata) | ELIMINATA (3ª Puntata) | canto       |
| 20         | Sara       | N.D.       | N.D.                   | N.D.                   | N.D.                   | N.D.                   | N.D.                   |                        | ELIMINATA (3ª Puntata) | ELIMINATA (3ª Puntata) | ELIMINATA (3ª Puntata) | ELIMINATA (3ª Puntata) | ELIMINATA (3ª Puntata) | ELIMINATA (3ª Puntata) | ELIMINATA (3ª Puntata) | ELIMINATA (3ª Puntata) | ELIMINATA (3ª Puntata) | ELIMINATA (3ª Puntata) | ELIMINATA (3ª Puntata) | ELIMINATA (3ª Puntata) | ELIMINATA (3ª Puntata) | ELIMINATA (3ª Puntata) | ELIMINATA (3ª Puntata) | ELIMINATA (3ª Puntata) | ELIMINATA (3ª Puntata) | ELIMINATA (3ª Puntata) | ELIMINATA (3ª Puntata) | ballo       |
| 21         | Giorgia    | N.D.       | N.D.                   | N.D.                   | N.D.                   | N.D.                   |                        | ELIMINATO (2ª Puntata) | ELIMINATO (2ª Puntata) | ELIMINATO (2ª Puntata) | ELIMINATO (2ª Puntata) | ELIMINATO (2ª Puntata) | ELIMINATO (2ª Puntata) | ELIMINATO (2ª Puntata) | ELIMINATO (2ª Puntata) | ELIMINATO (2ª Puntata) | ELIMINATO (2ª Puntata) | ELIMINATO (2ª Puntata) | ELIMINATO (2ª Puntata) | ELIMINATO (2ª Puntata) | ELIMINATO (2ª Puntata) | ELIMINATO (2ª Puntata) | ELIMINATO (2ª Puntata) | ELIMINATO (2ª Puntata) | ELIMINATO (2ª Puntata) | ELIMINATO (2ª Puntata) | ELIMINATO (2ª Puntata) | canto       |
| 22         | Ornella    | N.D.       | N.D.                   | N.D.                   | N.D.                   |                        | ELIMINATA (2ª Puntata) | ELIMINATA (2ª Puntata) | ELIMINATA (2ª Puntata) | ELIMINATA (2ª Puntata) | ELIMINATA (2ª Puntata) | ELIMINATA (2ª Puntata) | ELIMINATA (2ª Puntata) | ELIMINATA (2ª Puntata) | ELIMINATA (2ª Puntata) | ELIMINATA (2ª Puntata) | ELIMINATA (2ª Puntata) | ELIMINATA (2ª Puntata) | ELIMINATA (2ª Puntata) | ELIMINATA (2ª Puntata) | ELIMINATA (2ª Puntata) | ELIMINATA (2ª Puntata) | ELIMINATA (2ª Puntata) | ELIMINATA (2ª Puntata) | ELIMINATA (2ª Puntata) | ELIMINATA (2ª Puntata) | ELIMINATA (2ª Puntata) | ballo       |
| 23         | Rosaria    | N.D.       |                        |                        |                        | ELIMINATA (1ª Puntata) | ELIMINATA (1ª Puntata) | ELIMINATA (1ª Puntata) |                        | ELIMINATA (3ª Puntata) | ELIMINATA (3ª Puntata) | ELIMINATA (3ª Puntata) | ELIMINATA (3ª Puntata) | ELIMINATA (3ª Puntata) | ELIMINATA (3ª Puntata) | ELIMINATA (3ª Puntata) | ELIMINATA (3ª Puntata) | ELIMINATA (3ª Puntata) | ELIMINATA (3ª Puntata) | ELIMINATA (3ª Puntata) | ELIMINATA (3ª Puntata) | ELIMINATA (3ª Puntata) | ELIMINATA (3ª Puntata) | ELIMINATA (3ª Puntata) | ELIMINATA (3ª Puntata) | ELIMINATA (3ª Puntata) | ELIMINATA (3ª Puntata) | ballo       |
| 24         | Laura      | N.D.       | N.D.                   |                        | ELIMINATA (1ª Puntata) | ELIMINATA (1ª Puntata) | ELIMINATA (1ª Puntata) | ELIMINATA (1ª Puntata) | ELIMINATA (1ª Puntata) | ELIMINATA (1ª Puntata) | ELIMINATA (1ª Puntata) | ELIMINATA (1ª Puntata) | ELIMINATA (1ª Puntata) | ELIMINATA (1ª Puntata) | ELIMINATA (1ª Puntata) | ELIMINATA (1ª Puntata) | ELIMINATA (1ª Puntata) | ELIMINATA (1ª Puntata) | ELIMINATA (1ª Puntata) | ELIMINATA (1ª Puntata) | ELIMINATA (1ª Puntata) | ELIMINATA (1ª Puntata) | ELIMINATA (1ª Puntata) | ELIMINATA (1ª Puntata) | ELIMINATA (1ª Puntata) | ELIMINATA (1ª Puntata) | ELIMINATA (1ª Puntata) | canto       |
| 25         | Rocco      | N.D.       |                        | ELIMINATO (1ª Puntata) | ELIMINATO (1ª Puntata) | ELIMINATO (1ª Puntata) | ELIMINATO (1ª Puntata) | ELIMINATO (1ª Puntata) | ELIMINATO (1ª Puntata) | ELIMINATO (1ª Puntata) | ELIMINATO (1ª Puntata) | ELIMINATO (1ª Puntata) | ELIMINATO (1ª Puntata) | ELIMINATO (1ª Puntata) | ELIMINATO (1ª Puntata) | ELIMINATO (1ª Puntata) | ELIMINATO (1ª Puntata) | ELIMINATO (1ª Puntata) | ELIMINATO (1ª Puntata) | ELIMINATO (1ª Puntata) | ELIMINATO (1ª Puntata) | ELIMINATO (1ª Puntata) | ELIMINATO (1ª Puntata) | ELIMINATO (1ª Puntata) | ELIMINATO (1ª Puntata) | ELIMINATO (1ª Puntata) | ELIMINATO (1ª Puntata) | recitazione |
| 26         | Catello    |            | ELIMINATO (1ª Puntata) | ELIMINATO (1ª Puntata) | ELIMINATO (1ª Puntata) | ELIMINATO (1ª Puntata) | ELIMINATO (1ª Puntata) | ELIMINATO (1ª Puntata) |                        | ELIMINATO (3ª Puntata) | ELIMINATO (3ª Puntata) | ELIMINATO (3ª Puntata) | ELIMINATO (3ª Puntata) | ELIMINATO (3ª Puntata) | ELIMINATO (3ª Puntata) | ELIMINATO (3ª Puntata) | ELIMINATO (3ª Puntata) | ELIMINATO (3ª Puntata) | ELIMINATO (3ª Puntata) | ELIMINATO (3ª Puntata) | ELIMINATO (3ª Puntata) | ELIMINATO (3ª Puntata) | ELIMINATO (3ª Puntata) | ELIMINATO (3ª Puntata) | ELIMINATO (3ª Puntata) | ELIMINATO (3ª Puntata) | ELIMINATO (3ª Puntata) | ballo       |

### Podio
|         |          |    |  |      |
|         |          |    |  | 4º   |
|         | Leon     |    |  | Gian |
| Sabrina | Leon     |    |  |      |
| 1º      | Samantha |    |  |      |
| 1º      | Samantha | 2º |  |      |
| 1º      | 3º       |    |  |      |

## Tabellone delle esibizioni
Legenda:
     Prova di canto
     Prova di ballo
     Prova di recitazione
     Prova al buio

### 1ª puntata
La prima puntata del serale è stata trasmessa il 14 marzo 2004 e ha visto la vittoria di Valerio Di Rocco con il 55% dei voti e l'uscita del ballerino Catello Miotto.

#### Sfida
| PROVA    | CATELLO                                      | VALERIO                                      | VANTAGGIO |
| -------- | -------------------------------------------- | -------------------------------------------- | --------- |
| I        | Comparata BALLO Billie Jean                  | Comparata BALLO Billie Jean                  | Valerio   |
| II       | Comparata CANTO Ciao Mamma                   | Comparata CANTO Ciao Mamma                   | Valerio   |
| III      | Comparata BALLO Magica la notte              | Comparata BALLO Magica la notte              | N.D.      |
| IV       | Comparata CANTO Dedicato a te                | Comparata CANTO Dedicato a te                | Valerio   |
| V        | Comparata BALLO White flag                   | Comparata BALLO White flag                   | Catello   |
| VI       | Comparata CANTO Centro di gravità permanente | Comparata CANTO Centro di gravità permanente | N.D.      |
| VII      | Comparata BALLO Jaleo                        | Comparata BALLO Jaleo                        | Parità    |
| VIII     | Comparata RECITAZIONE Scarface               | Comparata RECITAZIONE Scarface               | N.D.      |
| IX       | Matrix                                       | Easy                                         | N.D.      |
| VITTORIA | VALERIO 55%                                  | CATELLO 45%                                  |           |

#### Sfidine
Le Sfidine di questa puntata vedono la vittoria del cantante Gian e l'eliminazione di Rocco Pietrantonio, Laura Piunti e Rosaria Loconte.
| PROVA    | ROSARIA                                | ROCCO                                  |
| -------- | -------------------------------------- | -------------------------------------- |
| I        | Comparata CANTO Il Cielo in una stanza | Comparata CANTO Il Cielo in una stanza |
| VITTORIA | ROSARIA 73%                            | ROCCO 27%                              |

| PROVA    | ROSARIA                    | LAURA                      |
| -------- | -------------------------- | -------------------------- |
| I        | Comparata BALLO Amoremidai | Comparata BALLO Amoremidai |
| VITTORIA | ROSARIA 79%                | LAURA 21%                  |

| PROVA    | ROSARIA              | GIAN                   |
| -------- | -------------------- | ---------------------- |
| I        | The power of goodbye | I can't stand the rain |
| VITTORIA | GIAN 65%             | ROSARIA 35%            |

### 2ª puntata
La seconda puntata del serale è stata trasmessa il 21 marzo 2004 e ha visto la vittoria di Sabrina Ghio con il 65% dei voti e l'uscita della cantante Ornella Pellegrino.

#### Sfida
| PROVA    | SABRINA                               | ORNELLA                               | VANTAGGIO |
| -------- | ------------------------------------- | ------------------------------------- | --------- |
| I        | Comparata CANTO La Bambola            | Comparata CANTO La Bambola            | N.D.      |
| II       | Comparata BALLO Always                | Comparata BALLO Always                | Parità    |
| III      | Comparata CANTO Un'emozione da poco   | Comparata CANTO Un'emozione da poco   | N.D.      |
| IV       | Comparata BALLO Obsession             | Comparata BALLO Obsession             | Sabrina   |
| V        | Comparata CANTO Tra te e il mare      | Comparata CANTO Tra te e il mare      | N.D.      |
| VI       | Comparata BALLO Erase/Rewind          | Comparata BALLO Erase/Rewind          | N.D.      |
| VII      | Comparata RECITAZIONE Improvvisazione | Comparata RECITAZIONE Improvvisazione | N.D.      |
| VITTORIA | SABRINA 65%                           | ORNELLA 35%                           |           |

#### Sfidina
La sfidina di questa puntata ha visto la vittoria di Sara Jane Olog con il 68% dei voti e l'uscita della cantante Giorgia Galassi.
| PROVA    | GIORGIA                        | SARAH JANE                     |
| -------- | ------------------------------ | ------------------------------ |
| I        | Comparata BALLO You'll be mine | Comparata BALLO You'll be mine |
| II       | Dimmi come                     | Don't know why                 |
| III      | Comparata BALLO Intuition      | Comparata BALLO Intuition      |
| VITTORIA | SARAH JANE 68%                 | GIORGIA 32%                    |

### Puntata 3
La terza puntata del serale è stata trasmessa il 28 marzo 2004 e ha visto la vittoria di Gian De Martini con il 69% dei voti e l'uscita della ballerina Sara Pamploni. La seconda sfida a 3 viene vinta da Simone Benedetti con il 37% dei voti, e vede l'uscita di due persone che sono state ripescate, Catello Miotto e Rosaria Loconte.

La sfidina di questa puntata ha visto la vittoria di Valerio Di Rocco con l'81% dei voti e l'uscita della cantante Sarah Jane Olog.

#### Prima sfida
| PROVA    | SARA                                  | GIAN                                  |
| -------- | ------------------------------------- | ------------------------------------- |
| I        | Comparata CANTO Ti Sento              | Comparata CANTO Ti Sento              |
| II       | Comparata BALLO Kiss Kiss             | Comparata BALLO Kiss Kiss             |
| III      | Comparata CANTO Alta Marea            | Comparata CANTO Alta Marea            |
| IV       | Comparata BALLO Non me lo so spiegare | Comparata BALLO Non me lo so spiegare |
| V        | Matrix                                | When a man loves a woman              |
| VI       | Comparata RECITAZIONE Improvvisazione | Comparata RECITAZIONE Improvvisazione |
| VITTORIA | GIAN 69%                              | SARA 31%                              |

#### Seconda sfida
| PROVA     | CATELLO                                 | ROSARIA                                 | SIMONE                                  |
| --------- | --------------------------------------- | --------------------------------------- | --------------------------------------- |
| I         | Comparata BALLO Bomba Latina            | Comparata BALLO Bomba Latina            | Comparata BALLO Bomba Latina            |
| II        | Comparata BALLO Almeno tu nell'universo | Comparata BALLO Almeno tu nell'universo | Comparata BALLO Almeno tu nell'universo |
| III       | Comparata BALLO Firestarter             | Comparata BALLO Firestarter             | Comparata BALLO Firestarter             |
| IV        | Comparata BALLO - Variazione Paquita    | Comparata BALLO - Variazione Paquita    | Comparata BALLO - Variazione Paquita    |
| VITTORIA  | SIMONE 37%                              | SIMONE 37%                              | SIMONE 37%                              |
| ELIMINATI | ROSARIA 34%                             | ROSARIA 34%                             | ROSARIA 34%                             |
| ELIMINATI | CATELLO 29%                             |                                         |                                         |

#### Sfidina
| PROVA    | SARAH JANE                    | VALERIO                       |
| -------- | ----------------------------- | ----------------------------- |
| I        | Comparata CANTO Porta Portese | Comparata CANTO Porta Portese |
| II       | Natural woman                 | Solo                          |
| VITTORIA | VALERIO 81%                   | SARAH JANE 19%                |

### Puntata 4
La quarta puntata del serale è stata trasmessa il 4 aprile 2004 e ha visto la vittoria di Gianluca Merolli con il 62% dei voti e l'uscita del ballerino Antonio Guida.

#### Sfida
| PROVA    | ANTONIO                         | GIANLUCA                        |
| -------- | ------------------------------- | ------------------------------- |
| I        | Comparata CANTO Cambiare        | Comparata CANTO Cambiare        |
| II       | Comparata BALLO Breathe         | Comparata BALLO Breathe         |
| III      | Comparata CANTO Margherita      | Comparata CANTO Margherita      |
| IV       | Comparata BALLO Music           | Comparata BALLO Music           |
| V        | Comparata CANTO Nessun Dolore   | Comparata CANTO Nessun Dolore   |
| VI       | Comparata BALLO Come and get it | Comparata BALLO Come and get it |
| VII      | Free style                      | I believe I can fly             |
| VITTORIA | GIANLUCA 62%                    | ANTONIO 38%                     |

#### Sfidina
La sfidina di questa puntata ha visto la vittoria di Francesco Capodacqua con il 74% dei voti e l'uscita della ballerina Gio Minella.
| PROVA    | GIO                                   | FRANCESCO                             | VANTAGGIO |
| -------- | ------------------------------------- | ------------------------------------- | --------- |
| I        | Comparata CANTO Banane e lamponi      | Comparata CANTO Banane e lamponi      | N.D.      |
| II       | Comparata BALLO Mon Amour             | Comparata BALLO Mon Amour             | Parità    |
| III      | Comparata BALLO Candela               | Comparata BALLO Candela               | Gio       |
| IV       | Comparata CANTO Certe Notti           | Comparata CANTO Certe Notti           | Francesco |
| V        | Variazione Don Quixote                | Non dirgli mai                        | N.D.      |
| VI       | Comparata RECITAZIONE Improvvisazione | Comparata RECITAZIONE Improvvisazione | N.D.      |
| VITTORIA | FRANCESCO 74%                         | GIO 26%                               |           |

### Puntata 5
La quinta puntata del serale è stata trasmessa l'11 aprile 2004 e ha visto la vittoria di Leon Cino con il 77% dei voti e l'uscita del ballerino Simone Benedetti.
| PROVA    | SIMONE                                                | LEON                                                  | VANTAGGIO |
| -------- | ----------------------------------------------------- | ----------------------------------------------------- | --------- |
| I        | Comparata BALLO - Variazione Don Quixote              | Comparata BALLO - Variazione Don Quixote              | Leon      |
| II       | Comparata CANTO La Bamba                              | Comparata CANTO La Bamba                              | Parità    |
| III      | Comparata BALLO - Variazione Paquita                  | Comparata BALLO - Variazione Paquita                  | Simone    |
| IV       | Comparata CANTO Nel blu dipinto di blu                | Comparata CANTO Nel blu dipinto di blu                | Leon      |
| V        | Comparata BALLO You weren't there                     | Comparata BALLO You weren't there                     | Parità    |
| VI       | Comparata RECITAZIONE La Città degli angeli           | Comparata RECITAZIONE La Città degli angeli           | Leon      |
| VII      | Comparata BALLO La vita es un carnaval                | Comparata BALLO La vita es un carnaval                | Leon      |
| VIII     | Comparata CANTO Io vorrei... non vorrei... ma se vuoi | Comparata CANTO Io vorrei... non vorrei... ma se vuoi | N.D.      |
| IX       | Comparata BALLO Bring me to life                      | Comparata BALLO Bring me to life                      | N.D.      |
| VITTORIA | LEON 77%                                              | SIMONE 23%                                            |           |

### Puntata 6
La sesta puntata del serale è stata trasmessa il 18 aprile 2004 e ha visto la vittoria di Federica Gargano con il 52% dei voti e l'uscita della cantante Irene Guglielmi.
| PROVA    | FEDERICA                                    | IRENE                                       | VANTAGGIO |
| -------- | ------------------------------------------- | ------------------------------------------- | --------- |
| I        | Comparata CANTO Insieme a te non ci sto più | Comparata CANTO Insieme a te non ci sto più | Irene     |
| II       | Comparata BALLO La playa del sol            | Comparata BALLO La playa del sol            | N.D.      |
| III      | Comparata Intrattenimento                   | Comparata Intrattenimento                   | Irene     |
| IV       | Comparata CANTO Piccolo uomo                | Comparata CANTO Piccolo uomo                | N.D.      |
| V        | Comparata BALLO Para toda la vida           | Comparata BALLO Para toda la vida           | Federica  |
| VI       | Comparata CANTO Fotoromanza                 | Comparata CANTO Fotoromanza                 | N.D.      |
| VII      | Comparata BALLO From Sarah with love        | Comparata BALLO From Sarah with love        | N.D.      |
| VITTORIA | FEDERICA 52%                                | IRENE 48%                                   |           |

#### Puntata speciale
La sfidina è stata trasmessa il 20 aprile 2004 e ha visto la vittoria di Anna Dalton con il 74% dei voti e l'uscita del cantante Valerio Di Rocco.
| PROVA    | ANNA                          | VALERIO                           | VANTAGGIO |
| -------- | ----------------------------- | --------------------------------- | --------- |
| I        | Comparata BALLO Bon Jovi      | Comparata BALLO Bon Jovi          | Valerio   |
| II       | Comparata Intrattenimento     | Comparata Intrattenimento         | Valerio   |
| III      | Comparata BALLO Crazy in love | Comparata BALLO Crazy in love     | Parità    |
| IV       | Pazza                         | I migliori anni della nostra vita | N.D.      |
| VITTORIA | ANNA 74%                      | VALERIO 26%                       |           |

### Puntata 7
La settima puntata del serale è stata trasmessa il 25 aprile 2004 e ha visto la vittoria di Gian de Martini con il 53% dei voti e l'uscita del cantante Salvo Vinci.
| PROVA    | SALVO                              | GIAN                               | VANTAGGIO |
| -------- | ---------------------------------- | ---------------------------------- | --------- |
| I        | Comparata CANTO Maria              | Comparata CANTO Maria              | N.D.      |
| II       | Comparata BALLO Fa che non sia mai | Comparata BALLO Fa che non sia mai | Gian      |
| III      | Comparata CANTO Io amo             | Comparata CANTO Io amo             | N.D.      |
| IV       | Comparata CANTO E lucean le stelle | Comparata CANTO E lucean le stelle | Gian      |
| V        | Comparata BALLO Vivir la fiesta    | Comparata BALLO Vivir la fiesta    | N.D.      |
| VI       | Comparata CANTO My fair            | Comparata CANTO My fair            | N.D.      |
| VITTORIA | GIAN 53%                           | SALVO 47%                          |           |

#### Sfidina
La sfidina di questa puntata ha visto la vittoria di Francesca Dario con il 78% dei voti e l'uscita della ballerina Federica Gargano.
| PROVA    | FEDERICA                           | FRANCESCA                          | VANTAGGIO |
| -------- | ---------------------------------- | ---------------------------------- | --------- |
| I        | Comparata CANTO Qualcosa di grande | Comparata CANTO Qualcosa di grande | N.D.      |
| II       | Comparata BALLO Besos de fuego     | Comparata BALLO Besos de fuego     | Francesca |
| III      | Comparata CANTO Non c'è            | Comparata CANTO Non c'è            | N.D.      |
| IV       | Comparata BALLO Jumpin             | Comparata BALLO Jumpin             | N.D.      |
| VITTORIA | FRANCESCA 78%                      | FEDERICA 22%                       |           |

### Puntata 8
L'ottava puntata del serale è stata trasmessa il 2 maggio 2004 e ha visto la vittoria di Francesco Capodacqua con il 54% dei voti e l'uscita della cantante Alessia Orlandi.
| PROVA    | ALESSIA                            | FRANCESCO                          | VANTAGGIO |
| -------- | ---------------------------------- | ---------------------------------- | --------- |
| I        | Comparata CANTO Dedicato a te      | Comparata CANTO Dedicato a te      | Francesco |
| II       | Comparata BALLO Vivo per lei       | Comparata BALLO Vivo per lei       | N.D.      |
| III      | Comparata CANTO Gente di mare      | Comparata CANTO Gente di mare      | N.D.      |
| IV       | Comparata RECITAZIONE Monologo     | Comparata RECITAZIONE Monologo     | Francesco |
| V        | Comparata CANTO Pensiero Stupendo  | Comparata CANTO Pensiero Stupendo  | Francesco |
| VI       | Comparata BALLO Ja sai namorar     | Comparata BALLO Ja sai namorar     | Parità    |
| VII      | Comparata CANTO Con il nastro rosa | Comparata CANTO Con il nastro rosa | N.D.      |
| VITTORIA | FRANCESCO 54%                      | ALESSIA 46%                        |           |

#### Puntata speciale
La sfidina e stata trasmessa il 4 maggio 2004 e ha visto la vittoria di Francesco Capodacqua con il 56% dei voti e l'uscita della ballerina Francesca Dario.
| PROVA    | FRANCESCA                                            | FRANCESCO                                            | VANTAGGIO |
| -------- | ---------------------------------------------------- | ---------------------------------------------------- | --------- |
| I        | Comparata CANTO Vita spericolata                     | Comparata CANTO Vita spericolata                     | Francesco |
| II       | Comparata BALLO I didn't know I was looking for love | Comparata BALLO I didn't know I was looking for love | Francesca |
| III      | Comparata CANTO Gente come noi                       | Comparata CANTO Gente come noi                       | N.D.      |
| IV       | Comparata BALLO Lo hare por ti                       | Comparata BALLO Lo hare por ti                       | Francesco |
| V        | Comparata CANTO Mi vendo                             | Comparata CANTO Mi vendo                             | N.D.      |
| VI       | Comparata BALLO History repeating                    | Comparata BALLO History repeating                    | N.D.      |
| VITTORIA | FRANCESCO 56%                                        | FRANCESCA 44%                                        |           |

### Puntata 9
La nona puntata del serale è stata trasmessa il 9 maggio 2004 e ha visto la vittoria di Olti Shaqiri con il 63% dei voti e l'uscita del ballerino Sabatino D'Eustacchio.

#### Sfida
| PROVA    | OLTI                                   | SABATINO                               | VANTAGGIO |
| -------- | -------------------------------------- | -------------------------------------- | --------- |
| I        | Comparata BALLO Una vita normale       | Comparata BALLO Una vita normale       | Olti      |
| II       | Comparata CANTO Io vagabondo           | Comparata CANTO Io vagabondo           | Parità    |
| III      | Comparata BALLO Relax                  | Comparata BALLO Relax                  | N.D.      |
| IV       | Comparata BALLO Prese                  | Comparata BALLO Prese                  | Sabatino  |
| V        | Comparata BALLO Acqua e sale           | Comparata BALLO Acqua e sale           | Parità    |
| VI       | Comparata RECITAZIONE Passato prossimo | Comparata RECITAZIONE Passato prossimo | N.D.      |
| VITTORIA | OLTI 63%                               | SABATINO 37%                           |           |

#### Sfidina
La sfidina di questa puntata ha visto la vittoria di Samantha Fantauzzi con il 60% dei voti e l'uscita dell'attrice Anna Dalton Piccirillo.
| PROVA    | SAMANTHA                                | ANNA                                    | VANTAGGIO |
| -------- | --------------------------------------- | --------------------------------------- | --------- |
| I        | Comparata CANTO Il mare d'inverno       | Comparata CANTO Il mare d'inverno       | N.D.      |
| II       | Comparata BALLO E tutto un attimo       | Comparata BALLO E tutto un attimo       | Anna      |
| III      | Comparata CANTO Una carezza in un pugno | Comparata CANTO Una carezza in un pugno | N.D.      |
| IV       | Comparata BALLO Cada vez                | Comparata BALLO Cada vez                | N.D.      |
| V        | Intervista ad un'attrice                | Come ti amo                             | N.D.      |
| VITTORIA | SAMANTHA 60%                            | ANNA 40%                                |           |

### Semifinale
La semifinale è stata trasmessa il 16 maggio 2004 e ha visto nella prima sfida l'uscita del cantante Francesco Capodacqua contro il ballerino Olti Shaqiri con il 42% dei voti, mentre nella seconda sfida l'uscita del ballerino Olti Shaqiri contro il cantante Gian De Martini con il 49% dei voti.

#### Prima sfida
| PROVA    | OLTI                                    | FRANCESCO                               | VANTAGGIO |
| -------- | --------------------------------------- | --------------------------------------- | --------- |
| I        | Comparata CANTO Montagne verdi          | Comparata CANTO Montagne verdi          | N.D.      |
| II       | Comparata BALLO English man in N.Y.     | Comparata BALLO English man in N.Y.     | Olti      |
| III      | Comparata CANTO Insieme                 | Comparata CANTO Insieme                 | Francesco |
| IV       | Comparata BALLO With or without you     | Comparata BALLO With or without you     | Francesco |
| V        | Comparata RECITAZIONE Delitti Esemplari | Comparata RECITAZIONE Delitti Esemplari | N.D.      |
| VI       | Firestarter                             | Se adesso te ne vai                     | N.D.      |
| VITTORIA | OLTI 58%                                | FRANCESCO 42%                           |           |

#### Seconda sfida
| PROVA    | OLTI                                     | GIAN                                     | VANTAGGIO |
| -------- | ---------------------------------------- | ---------------------------------------- | --------- |
| I        | Comparata BALLO Me gustas tu             | Comparata BALLO Me gustas tu             | N.D.      |
| II       | Comparata CANTO Strada Facendo           | Comparata CANTO Strada Facendo           | Gian      |
| III      | Comparata BALLO Vivre la vie             | Comparata BALLO Vivre la vie             | N.D.      |
| IV       | Comparata CANTO Se telefonando           | Comparata CANTO Se telefonando           | Parità    |
| V        | Comparata BALLO Un giorno di sole per me | Comparata BALLO Un giorno di sole per me | N.D.      |
| VI       | Comparata CANTO Something stupid         | Comparata CANTO Something stupid         | N.D.      |
| VITTORIA | GIAN 51%                                 | OLTI 49%                                 |           |

### Finale
La finale è stata trasmessa il 23 maggio 2004 ed ha visto vincitore di questa edizione Leon Cino.
Nel tabellone vengono indicate le singole sfide disputate nel corso della puntata finale. Laddove le singole sfide sono contrassegnate da un colore, si indica chi in quel momento è in vantaggio nel televoto. I colori rispecchiano le divise indossate da ogni singolo componente nella puntata finale.
Legenda:
      Vittoria di Leon

      Vittoria di Sabrina 
      Vittoria di Samantha

      Vittoria di Gian

#### Prima sfida
| PROVA    | GIAN                             | SAMANTHA                         | VANTAGGIO    |
| -------- | -------------------------------- | -------------------------------- | ------------ |
| I        | Comparata BALLO Send your love   | Comparata BALLO Send your love   | Gian         |
| II       | Comparata CANTO Alba chiara      | Comparata CANTO Alba chiara      | N.D.         |
| III      | Comparata RECITAZIONE Ma         | Comparata RECITAZIONE Ma         | N.D.         |
| IV       | Comparata BALLO Brivido caldo    | Comparata BALLO Brivido caldo    | Gian         |
| V        | Comparata CANTO Adesso tu        | Comparata CANTO Adesso tu        | N.D.         |
| VI       | Comparata RECITAZIONE Betty love | Comparata RECITAZIONE Betty love | N.D.         |
| VII      | Comparata BALLO Vive el verano   | Comparata BALLO Vive el verano   | N.D.         |
| QUARTO   | GIAN 39%                         | GIAN 39%                         | GIAN 39%     |
| VITTORIA | SAMANTHA 61%                     | SAMANTHA 61%                     | SAMANTHA 61% |

#### Seconda sfida
| PROVA    | LEON                                  | SAMANTHA                              | VANTAGGIO    |
| -------- | ------------------------------------- | ------------------------------------- | ------------ |
| I        | Comparata CANTO Il cielo              | Comparata CANTO Il cielo              | N.D.         |
| II       | Comparata RECITAZIONE Lettere d'amore | Comparata RECITAZIONE Lettere d'amore | Leon         |
| III      | Comparata BALLO Coreografia classica  | Comparata BALLO Coreografia classica  | Leon         |
| IV       | Comparata BALLO E tu                  | Comparata BALLO E tu                  | Leon         |
| V        | Comparata CANTO La voglia e la pazzia | Comparata CANTO La voglia e la pazzia | Leon         |
| VI       | Xverso                                | Candida                               | N.D.         |
| TERZA    | SAMANTHA 48%                          | SAMANTHA 48%                          | SAMANTHA 48% |
| VITTORIA | LEON 52%                              | LEON 52%                              | LEON 52%     |

#### Finalissima
| PROVA     | LEON                                        | SABRINA                                     | VANTAGGIO   |
| --------- | ------------------------------------------- | ------------------------------------------- | ----------- |
| I         | Comparata BALLO Shout                       | Comparata BALLO Shout                       | N.D.        |
| II        | Comparata BALLO Straight to number one      | Comparata BALLO Straight to number one      | N.D.        |
| III       | Comparata RECITAZIONE Kissing Jessica Stain | Comparata RECITAZIONE Kissing Jessica Stain | Leon        |
| IV        | Comparata BALLO Gran Pass Classique         | Comparata BALLO Gran Pass Classique         | N.D.        |
| V         | Comparata CANTO Amore Disperato             | Comparata CANTO Amore Disperato             | N.D.        |
| VI        | Comparata BALLO Loaded                      | Comparata BALLO Loaded                      | Sabrina     |
| VII       | Comparata CANTO Vamos a bailar              | Comparata CANTO Vamos a bailar              | N.D.        |
| VIII      | Bring me to life                            | Toxic                                       | N.D.        |
| SECONDA   | SABRINA 45%                                 | SABRINA 45%                                 | SABRINA 45% |
| VINCITORE | LEON 55%                                    | LEON 55%                                    | LEON 55%    |

## Tabellone della classifica di gradimento
Nel tabellone sono indicate le posizioni dei singoli concorrenti nella classifica di gradimento settimanale.
Legenda:

N/A: Dato non disponibile
     Immune
     In sfidina
     Eliminato/a 
|     | Preserale  | 14/03      | 21/03      | 28/03      | 04/04     | 11/04     | 18/04     | 25/04     | 02/05     | 09/05     | 16/05     | 23/05    |
| --- | ---------- | ---------- | ---------- | ---------- | --------- | --------- | --------- | --------- | --------- | --------- | --------- | -------- |
| 1°  | Simone     | Valerio    | Sabrina    | Simone     | Gianluca  | Leon      | Samantha  | Sabatino  | Gian      | Olti      | Sabrina   | Sabrina  |
| 2°  | Catello    | Samantha   | Samantha   | Gian       | Valerio   | Alessia   | Sabrina   | Anna      | Sabrina   | Sabrina   | Samantha  | Gian     |
| 3°  | Samantha   | Irene      | Federica   | Sabrina    | Sabrina   | Salvo     | Leon      | Samantha  | Sabatino  | Leon      | Leon      | Leon     |
| 4°  | Irene      | Sara       | Sara       | Federica   | Samantha  | Valerio   | Alessia   | Olti      | Anna      | Francesco | Gian      | Samantha |
| 5°  | Ornella    | Federica   | Irene      | Leon       | Federica  | Sabrina   | Sabatino  | Alessia   | Leon      | Gian      | Francesco |          |
| 6°  | Salvo      | Antonio    | Valerio    | Irene      | Alessia   | Olti      | Olti      | Sabrina   | Samantha  | Anna      | Olti      |          |
| 7°  | Sabrina    | Salvo      | Alessia    | Alessia    | Simone    | Francesco | Federica  | Francesco | Olti      | Samantha  |           |          |
| 8°  | Francesco  | Sabrina    | Salvo      | Gianluca   | Salvo     | Federica  | Francesca | Gian      | Francesca |           |           |          |
| 9°  | Antonio    | Simone     | Anna       | Samantha   | Olti      | Gianluca  | Francesco | Leon      | Francesco |           |           |          |
| 10° | Sabatino   | Ornella    | Gianluca   | Francesca  | Leon      | Irene     | Gian      | Federica  |           |           |           |          |
| 11° | Gianluca   | Leon       | Francesco  | Francesco  | Anna      | Samantha  | Salvo     | Francesca |           |           |           |          |
| 12° | Valerio    | Anna       | Gian       | Salvo      | Sabatino  | Gian      | Anna      |           |           |           |           |          |
| 13° | Sara       | Francesco  | Antonio    | Sabatino   | Gian      | Francesca | Valerio   |           |           |           |           |          |
| 14° | Leon       | Alessia    | Simone     | Antonio    | Francesca | Sabatino  |           |           |           |           |           |          |
| 15° | Francesca  | Gianluca   | Francesca  | Anna       | Irene     | Anna      |           |           |           |           |           |          |
| 16° | Gian       | Olti       | Olti       | Olti       | Francesco |           |           |           |           |           |           |          |
| 17° | Olti       | Francesca  | Sabatino   | Gio        | Gio       |           |           |           |           |           |           |          |
| 18° | Anna       | Sabatino   | Leon       | Valerio    |           |           |           |           |           |           |           |          |
| 19° | Sarah Jane | Sarah Jane | Gio        | Sarah Jane |           |           |           |           |           |           |           |          |
| 20° | Federica   | Giorgia    | Giorgia    |            |           |           |           |           |           |           |           |          |
| 21° | Alessia    | Gio        | Sarah Jane |            |           |           |           |           |           |           |           |          |
| 22° | Giorgia    | Laura      |            |            |           |           |           |           |           |           |           |          |
| 23° | Laura      | Gian       |            |            |           |           |           |           |           |           |           |          |
| 24° | Rosaria    | Rocco      |            |            |           |           |           |           |           |           |           |          |
| 25° | Gio        | Rosaria    |            |            |           |           |           |           |           |           |           |          |
| 26° | Rocco      |            |            |            |           |           |           |           |           |           |           |          |

## Commissione della Critica
Nell'ultima puntata è presente una commissione di giornalisti per assegnare tra i finalisti il premio della critica. La commissione è composta da:
| Mattias Mainiero  | Libero                 |
| Marco Mangiarotti | Il Giorno-QN           |
| Marco Molendini   | Il Messaggero          |
| Maria Volpe       | Il Corriere della Sera |
| Ernesto Assante   | La Repubblica          |
| Luca Dondoni      | La Stampa              |
| Paolo Scotti      | Il Giornale            |
| Marida Caterini   | Il Tempo               |

## Ascolti
| Puntata    | Messa in onda  | Telespettatori | Share  |
| ---------- | -------------- | -------------- | ------ |
| 1          | 14 marzo 2004  | 5 082 000      | 21,67% |
| 2          | 21 marzo 2004  | 5 176 000      | 22,31% |
| 3          | 28 marzo 2004  | 5 743 000      | 24,25% |
| 4          | 4 aprile 2004  | 4 742 000      | 20,79% |
| 5          | 11 aprile 2004 | 4 906 000      | 23,59% |
| 6          | 18 aprile 2004 | 5 564 000      | 23,86% |
| 7          | 25 aprile 2004 | 5 610 000      | 25,25% |
| 8          | 2 maggio 2004  | 5 248 000      | 24,14% |
| 9          | 9 maggio 2004  | 5 659 000      | 27,31% |
| Semifinale | 16 maggio 2004 | 5 857 000      | 29,51% |
| Finale     | 23 maggio 2004 | 6 934 000      | 35,88% |
| Media      | Media          | 5 501 000      | 25,32% |